# Cheshmeh-ye Bāgh
Cheshmeh-ye Bāgh (persiska: چشمه باغ) är en ort i Iran.   Den ligger i provinsen Kermanshah, i den västra delen av landet, 400 km väster om huvudstaden Teheran. Cheshmeh-ye Bāgh ligger 1 380 meter över havet och antalet invånare är 280.
Terrängen runt Cheshmeh-ye Bāgh är varierad. Runt Cheshmeh-ye Bāgh är det ganska tätbefolkat, med 185 invånare per kvadratkilometer. Närmaste större samhälle är Kahrīz, 6,8 km söder om Cheshmeh-ye Bāgh. Runt Cheshmeh-ye Bāgh är det i huvudsak tätbebyggt.